# سكارفيس (أسد)
سكارفيس (بالإنجليزية: Scarface)‏ أو سكار (بالإنجليزية: Scar)‏ (2007 - 11 يونيو 2021) أسد من محمية ماساي مارا الوطنية في كينيا، عُرف بأنه «الأسد الأكثر شُهرة في العالم»، وأطلق عليه اسم سكارفيس بسبب نُدبة فوق عينه اليمنى أصيب بها خلال إحدى المداهمات مع إخوته من الأسود في عام 2012.